# Bataille du pont
Conquête musulmane de la Perse
Batailles
Bataille du pont - Bataille d'al-Qadisiyya - Bataille de Jalula - Bataille de Nahavand
La Bataille du pont eut lieu en 631/632 ou en 634 entre les arabes musulmans menées par Abou Ubaid et les forces de l'empire sassanide menés par Bahman Jādhuyih. Les Sassanides en sont sortis victorieux.

## Prélude
Les musulmans avaient initialement remporté plusieurs victoires contre les Perses grâce à leur général Khalid Ibn al-Walid. En réponse, les Perses ont envoyé des troupes menées par le général vétéran Parsig Bahman Jādhuyih (en), afin de marcher sur Al-Hira. L'armée a campé à Quss Natif sur la rive est de l'Euphrate, à une courte distance au nord de Al-Hira et un peu en dessous Koufa.
Khalid Ibn al-Walid ayant été envoyé sur le front syrien, un nouveau commandant musulman beaucoup moins expérimenté, Abou Ubaid, est nommé à la tête de l'armée musulmane en Perse. Quand Abou Ubaid apprend les mouvements perses, il fait marcher son armée depuis Hira et campe sur la rive ouest de l'Euphrate dans le village de Marauha. Malgré le conseil de son aide Salit bin Qais, Abou Ubaid ordonna qu'un pont fait de barques soit jeté sur la rivière, l'armée musulmane le traversa le 28 novembre 634 au matin .

## Déroulement
Quand la bataille commence, la cavalerie musulmane avance mais est confrontée aux éléphants de guerre de l'armée perse, entraînant peur et confusion. Les Perses contre-attaquent, tuant Abou Ubaid et son second dans la violence de leur assaut. Seuls 3 000 musulmans sur un total de 9 000 peuvent se retirer sous le commandement de Muthanna de l'autre côté de l'Euphrate. Environ 2 000 sont morts en combattant, 2 000 sont morts noyés et encore 2 000 ont pris la fuite vers Médine ou ailleurs[réf. nécessaire].

## Conséquences
La victoire perse ne peut cependant pas être exploitée. Bahman Jadhuyih ne peut poursuivre les musulmans de l'autre côté de l'Euphrate car une révolte éclate dans la capitale perse pour appuyer la répression menée par Rostam Farrokhzad.